# MMパークビル

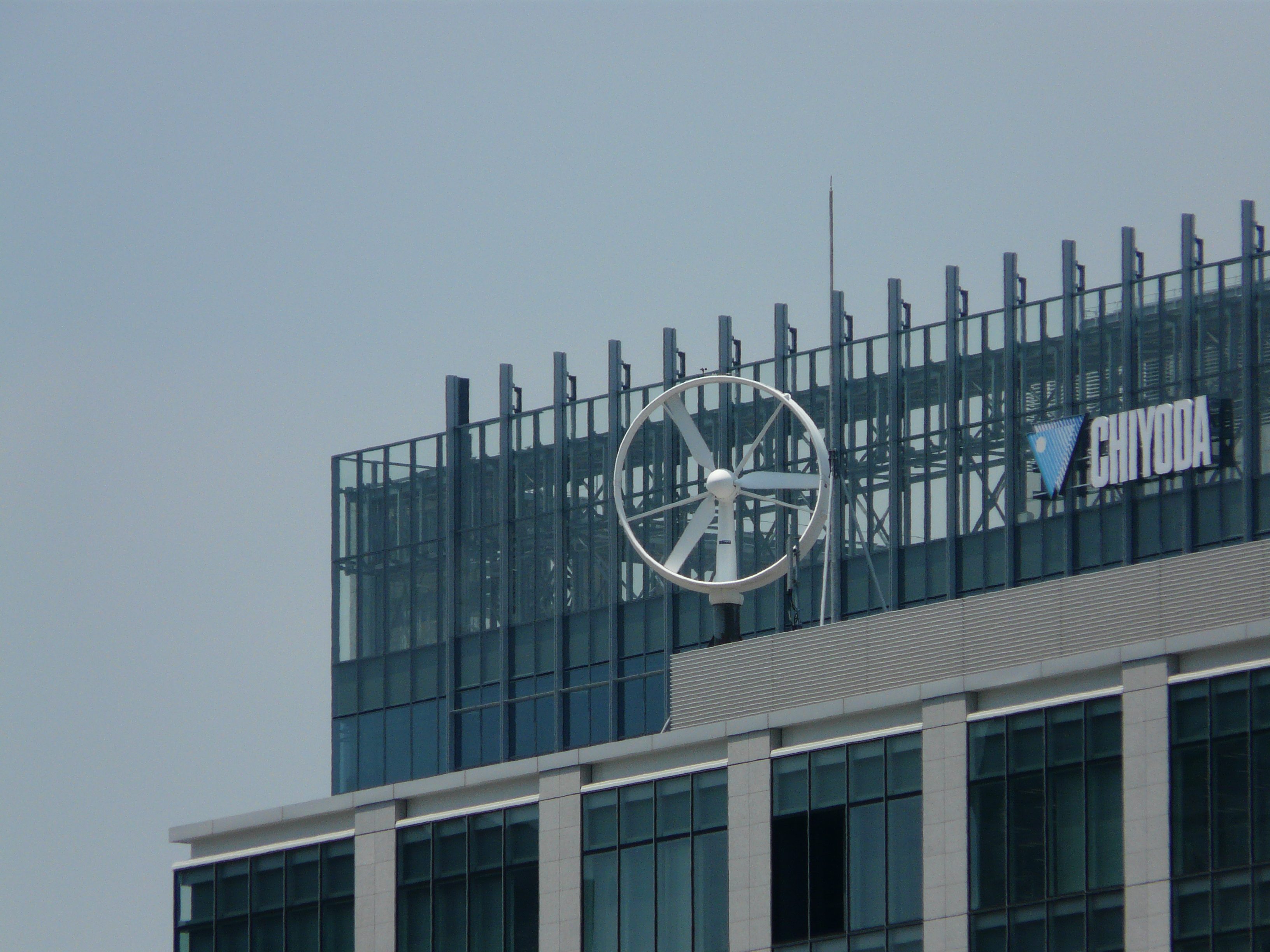
屋上の小型風力発電機

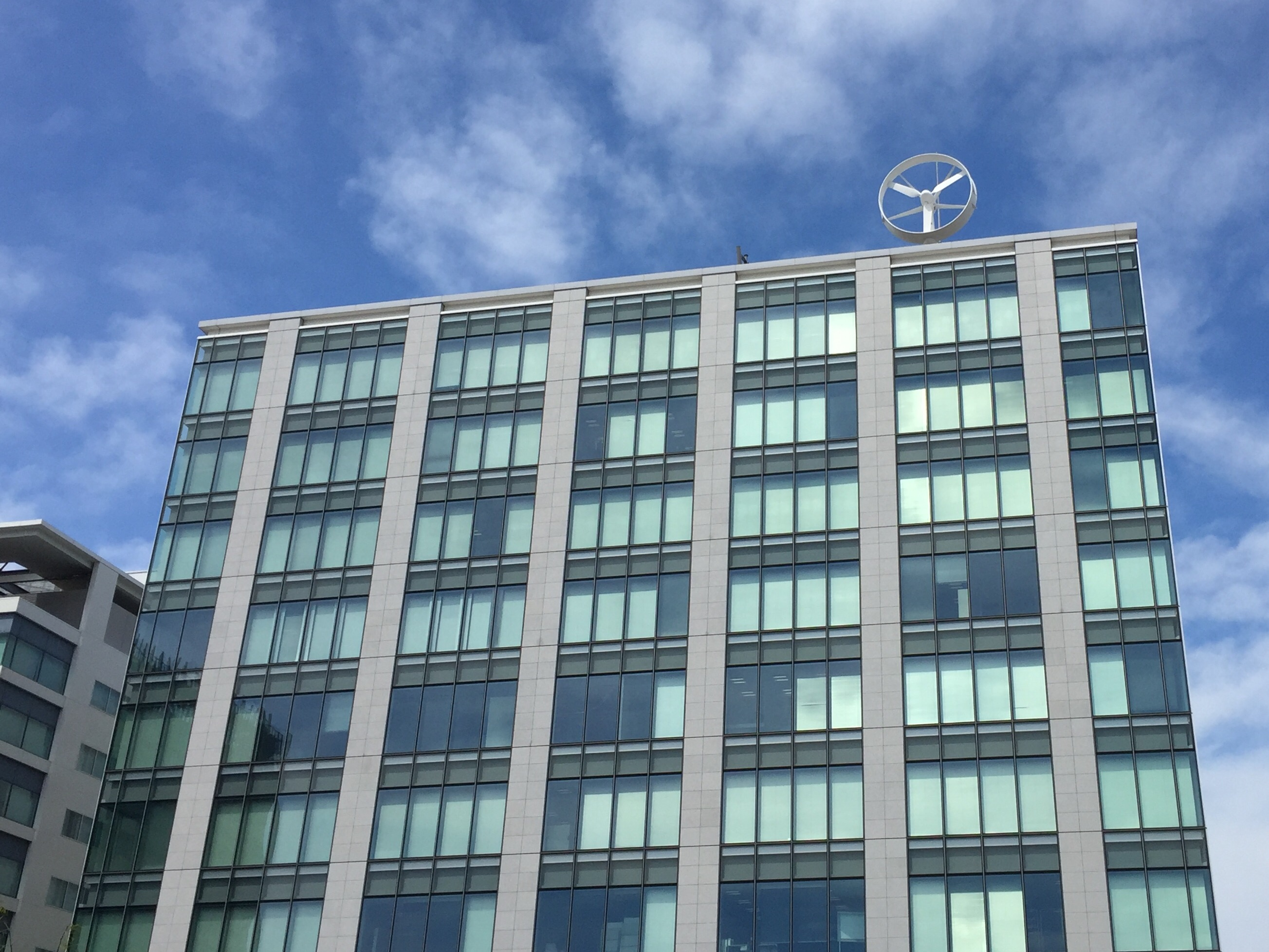
MARK IS みなとみらいの屋上（みんなの庭）より撮影

MMパークビル（えむえむパークビル）は、神奈川県横浜市西区みなとみらいにあるオフィスビルである。

## 概要
みなとみらい線のみなとみらい駅直上にあり、駅とも直結している。当ビルはみなとみらい地区の33街区（中程の区画）に位置するが、同街区内の北側にはみなとみらいビジネススクエア、南側にはみなとみらいセンタービル（共にオフィスビル）がある。
2006年5月に着工し、2007年12月15日に竣工を迎えた。2008年4月には横浜市の企業立地促進条例に賃貸業務ビルとしては初めて認定され、助成金と税補助による支援を受けている。なお、当ビルをもともと所有していたのは三菱地所であったが、2008年3月、ジャパンリアルエステイト投資法人に売却している。
屋上には小型風力発電機が設置されており、環境への配慮をアピールするとともに外観のアクセントにもなっている。1階は路上に面して店舗、2〜3階は医療機関等、4階以上が賃貸オフィスフロアとなっている。

## 主なテナント

### オフィス
- 日揮、日揮情報システム
- アクセンチュア
- NTTアドバンステクノロジ
- ノバルティスファーマ
- テックジャパン
- オークニー
- テラダイン
- ジーエヌリサウンドジャパン
- 独立行政法人駐留軍等労働者労務管理機構

### 店舗
- セブンイレブン みなとみらいパークビル店
- PRONTO MMパークビル店
- 台湾小皿料理 台湾風居酒屋 阿里城 みなとみらい店 - 中華料理
- 地酒とそば 京風おでん 三間堂 みなとみらい店 - 和食全般、そば・うどん

### 医療機関
- みなとみらいメディカルスクエア - 内科・小児科、外科・形成外科、産婦人科・婦人科
- みなとみらいクリニック - 内科、循環器科
- みなとみらい夢クリニック - 産婦人科・婦人科
- 日本調剤MMパーク薬局

## アクセス
- 鉄道：みなとみらい線「みなとみらい駅」と地下で直結

## ビル周辺
- みなとみらいビジネススクエア（当ビルの北西側に隣接）
- みなとみらいセンタービル（当ビルの南東側に隣接）
- けいゆう病院（当ビルの北東側に所在）
- MARK IS みなとみらい（当ビルの南西側にある商業施設）
- クイーンズスクエア横浜
- グランモール公園